# The Oath of Tsuru San
The Oath of Tsuru San er en amerikansk stumfilm fra 1913.